# Coalition démocratique (Hongrie)
Pour les autres articles nationaux ou selon les autres juridictions, voir Coalition démocratique.

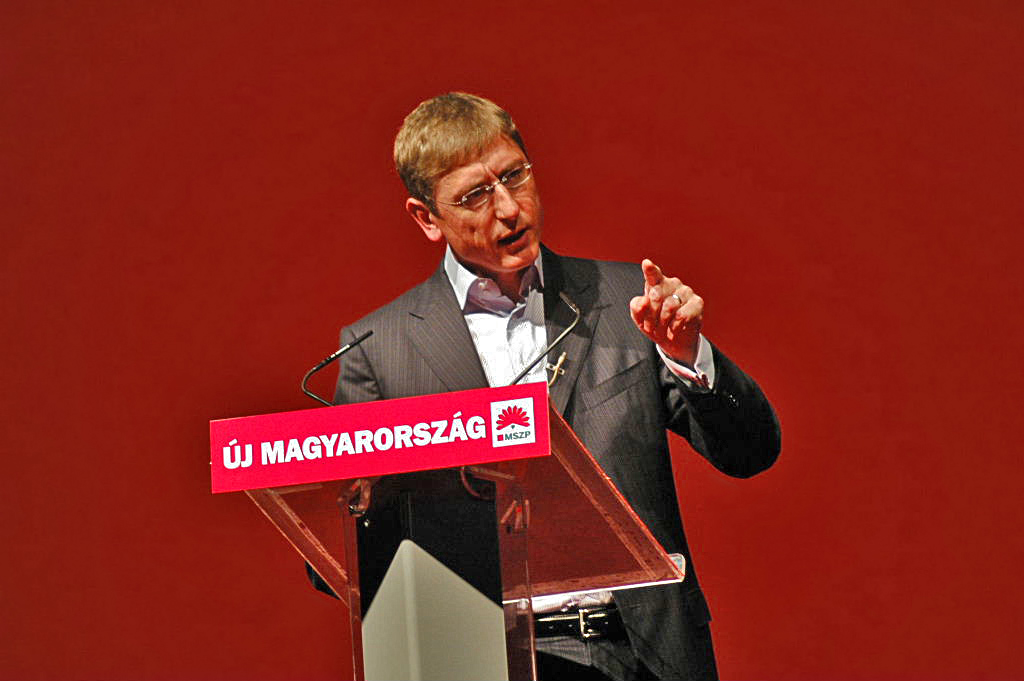
Ferenc Gyurcsány lors d'un meeting du MSzP en 2006.

La Coalition démocratique (hongrois : Demokratikus Koalíció, prononcé [ˈdɛmokrɒtikuʃ ˈkoɒli:tsio:], DK) est un parti politique hongrois de centre gauche, dont le président est Ferenc Gyurcsány.
Ancienne plate-forme du Parti socialiste hongrois (Magyar Szocialista párt, MSzP), il devient un parti politique à part entière en 2011, en raison de l'échec des socialistes face à Viktor Orbán aux élections législatives de 2010, mais aussi de la mise en minorité de Ferenc Gyurcsány au sein de ce parti. Officiellement, la rupture avec le MSzP se fait sur une divergence stratégique face au nouveau pouvoir dominé par le Fidesz et la droite nationaliste. DK défend l'idée selon laquelle l'enjeu est de fédérer, à la façon d'un « front populaire », une large coalition démocratique face à un gouvernement accusé de dérive autoritaire.

## Résultats électoraux

### Élections législatives
| Année | Députés  | Votes     | %     | Rang | Gouvernement |
| ----- | -------- | --------- | ----- | ---- | ------------ |
| 2018  | 9 / 199  | 308 161   | 5,38  | 5e   | Opposition   |
| 2022  | 16 / 199 | 1 947 331 | 34,44 | 6e   | Opposition   |

### Élections municipales
| Année | Conseils de comitats | +/- |            | Assemblée de Budapest | +/- |
| ----- | -------------------- | --- | ---------- | --------------------- | --- |
| 2019  | 36 / 381             |     | 18 / 31[e] | 6                     |     |

- ^ Fait partie d'une alliance électorale

### Élections européennes
| Année | Voix    | %     | Sièges | Position |
| ----- | ------- | ----- | ------ | -------- |
| 2014  | 226 086 | 9,75  | 2 / 21 | 4e       |
| 2019  | 557 081 | 16,05 | 4 / 21 | 2e       |